# Anochetus rectangularis
Anochetus rectangularis es una especie de hormiga carnívora del género Anochetus, categorizada en la tribu Ponerini, de la subfamilia Ponerinae. Fue descrita por Mayr en 1876.

## Distribución
Se distribuye por Oceanía: Australia.

## Hábitat
Habita en bosques esclerófilos, en selvas tropicales, sobre la madera muerta, debajo de troncos y en montículos. Se ha encontrado a elevaciones de 5 hasta 500 m s. n. m.